# Portia (maan)
Portia is een maan van Uranus. De maan is in 1986 ontdekt door Voyager 2. Portia is genoemd naar de heldin uit Shakespeares stuk "The Merchant of Venice".
Miranda · Ariel · Umbriel · Titania · Oberon

Cordelia · Ophelia · Bianca · Cressida · Desdemona · Juliet · Portia · Rosalind · Cupid · Belinda · Perdita · Puck · Mab · Francisco · Caliban · Sycorax · Margaret · Prospero · Setebos · Stephano · Trinculo · Ferdinand